# Stars (canción de Mika Nakashima)
«Stars» es el título del sencillo con que debutó la cantante japonesa Mika Nakashima, lanzado al mercado el día 7 de noviembre del año 2001 bajo el sello Sony Music Entertainment Japan.

## Detalles
El sencillo de Mika Nakashima tuvo un inusual éxito, principalmente debido a la serie de televisión Kizudakare no Love Song, perteneciente a Fuji Television Network y Kansai Telecasting. Nakashima había debutado en la industria dentro de esa serie, y al lanzar su primer sencillo, que se convertiría en tema principal de ésta, el éxito fue instantáneo.
Este sencillo es hasta el momento el que mejores ventas ha tenido de toda la carrera de Mika Nakashima, a pesar de que su máxima posición en las listas de Oricon fue el tercer lugar, permaneció 14 semanas en éste.
Ambos temas presentes en el sencillo fueron escritos por Yasushi Akimoto, el segundo con algo de ayuda de la misma Mika.

## Canciones
1. «Stars»
2. «Tears (Konayuki ga Mau you ni...)» (TEARS（粉雪が舞うように…）?)
3. «Stars» (Instrumental)
4. «Tears (Konayuki ga Mau you ni...)» (TEARS（粉雪が舞うように…）?) (Instrumental)

- Datos: Q3122928